# 주진우 (1975년)
주진우(朱晋佑, 1975년 5월 25일~)는 대한민국의 법조인 출신 정치인이다. 제22대 국회의원이다.
서울대학교 법과대학을 졸업하였으며 제41회 사법고시에 합격했다. 서울동부지검에 재임하던 시절 환경부 블랙리스트를 수사했다. 하지만 환경부 블랙리스트 수사로 인해 대구지검 안동지청장으로 좌천되면서 검사직에서 사임했다.
윤석열 정부 출범 이후 대통령비서실 초대 법률비서관을 지냈다. 제22대 국회의원 선거를 앞두고 비서관직을 사임하고 국민의힘에 입당했으며 해운대구 갑 선거구에 공천되었다. 본 투표 결과 53.70%의 득표율을 기록하면서 당선되었다.

## 학력
- 광안중학교 졸업
- 대연고등학교 졸업
- 서울대학교 법과대학 법학 학사

## 경력
- 1999: 제41회 사법시험 합격
- 2002: 제31기 사법연수원 수료
- 대구지방검찰청 검사
- 2006. 2. 서울중앙지방검찰청 검사
- 2009. 2. 법무부 법무과 검사
- 대검찰청 검사
- 2014. 8.~2017. 2. 대통령비서실 민정수석실 특별감찰반장
- 2015: 대통령비서실 민정수석실 선임행정관
- 2017: 부산지방검찰청 동부지청 부부장검사
- 청주지방검찰청 충주지청 부장검사
- 2018. 7. 서울동부지방검찰청 형사6부 부장검사
- 2019: 대구지방검찰청 안동지청 검사
- 2019: 서울대학교 법학전문대학원 겸임교수
- 2019: 주진우법률사무소 변호사
- 2022. 3.~2022. 5. 제20대 대통령직인수위원회 인사검증팀장
- 2022. 5.~2024. 1. 대통령비서실 법률비서관
- 2024. 3.~2024. 4. 제22대 국회의원 선거 국민의힘 중앙선거대책위원회 총괄선거대책본부종합상황실 부실장
- 2024. 3.~2024. 4. 제22대 국회의원 선거 국민의힘 부산광역시당 선거대책위원회 클린선거대책본부장 겸 청년총괄본부장
- 국민의힘 법률자문위원장
- 2024. 4. 10. 대한민국 제21대 국회의원 선거 당선(부산 해운대구 갑, 국민의힘, 초선)
- 2024. 5.~ 국민의힘 부산광역시당 해운대구 갑 당원협의회 위원장
- 2024. 6.~2024. 7. 국민의힘 정책위원회 산하 시급한 민생 현안 해결을 위한 기후위기대응특별위원회 위원
- 2024. 6.~2025. 6. 국민의힘 이재명 사법 파괴 저지 특별위원회 간사
- 2024. 6.~2024. 7. 국민의힘 정책위원회 산하 시급한 민생 현안 해결을 위한 AI·반도체특별위원회 위원
- 2024. 8.~ 국민의힘 패스트트랙 사건 재판대응TF 팀장
- 2024. 8.~2024. 12. 국민의힘 격차해소특별위원회 위원
- 2024. 9.~2024. 10.: 2024년 하반기 재보궐선거 국민의힘 부산광역시당 부산광역시 금정구청장 보궐선거 선거대책위원회 공명선거감시단 겸 법률지원단 겸 청년본부장
- 2024. 9.~: 국민의힘 호남동행 국회의원 발대식 명예의원(전라남도 목포시)
- 2024. 11.~2025. 6. 국민의힘 정책위원회 산하 AI 세계 3대 강국 도약 특별위원회 위원
- 2024. 12.~2025. 8. 국민의힘 법률자문위원장
- 2025. 4.~2025. 5. 국민의힘 제21대 대통령 선거준비위원회 위원
- 2025. 5.~2025. 6.: 제21대 대통령 선거 국민의힘 김문수 대통령 후보 부산 선거대책위원회 클린선거대책본부장 겸 청년총괄본부장
- 2025. 5.~2025. 6.: 제21대 대통령 선거 국민의힘 김문수 대통령 후보 클린선거본부 네거티브본부장
- 2025. 5.~2025. 6.: 국민의힘 이재명 경기지사 거북섬 비리 특별위원회 위원
- 2025. 5.~2025. 6.: 국민의힘 이재명 가족 비리 진상조사단 단장

### 의정활동
- 2024. 5.~ 제22대 국회의원(부산 해운대구 갑, 국민의힘, 초선)
  - 2024. 6.~ 제22대 국회 전반기 법제사법위원회 위원
    - 제22대 국회 전반기 법제사법위원회 법안심사제1소위원회 위원
    - 제22대 국회 전반기 법제사법위원회 예산결산기금심사소위원회 위원

  - 2024. 6.~2025. 7. 제22대 국회 전반기 국회운영위원회 위원
    - 제22대 국회 전반기 국회운영위원회 국회운영개선소위원회 위원

  - 대한민국 미래혁신포럼 구성의원
  - 자유경제포럼 구성의원
  - 2024. 7.~2024. 8. 제22대 국회 전반기 대법관(노경필·박영재·이숙연) 임명동의에 관한 인사청문특별위원회 위원
  - 2024. 12.~ 제22대 국회 전반기 순직 해병 수사 방해 및 사건 은폐 등의 진상규명을 위한 국정조사특별위원회 위원
  - 2024. 12.~2025. 2. 윤석열정부의 비상계엄 선포를 통한 내란 진상규명 국정조사 특별위원회 위원
  - 2025. 6.~2025. 7. 제22대 국회 국무총리(김민석) 임명동의에 관한 인사청문특별위원회 위원

## 역대 선거 결과
| 실시년도 | 선거   | 대수 | 직책     | 선거구           | 정당     | 득표수   | 득표율          | 순위 | 당락 | 비고 |
| -------- | ------ | ---- | -------- | ---------------- | -------- | -------- | --------------- | ---- | ---- | ---- |
| 2024년   | 총선   | 22대 | 국회의원 | 부산 해운대구 갑 | 국민의힘 | 68,267표 | \| \| 53.70% \| | 1위  |      | 초선 |
|          | 53.70% |      |          |                  |          |          |                 |      |      |      |

## 소속 정당
| 소속 정당 | 소속 정당 | 소속 기간 | 비고      |
| --------- | --------- | --------- | --------- |
|           | 국민의힘  | 2024~현재 | 정계 입문 |

## 같이 보기
- 부산 해운대구의 국회의원
- 해운대구 갑